# Brad Wanamaker
Brad Daniel Wanamaker (ur. 25 lipca 1989 w Filadelfii) – amerykański koszykarz, występujący na pozycjach rozgrywającego lub rzucającego obrońcy.
W 2012 reprezentował Atlantę Hawks podczas letniej ligi NBA.
23 listopada 2020 dołączył do Golden State Warriors. 25 marca 2021 trafił w wyniku wymiany do Charlotte Hornets. 6 października 2021 został zawodnikiem Indiana Pacers. 27 grudnia 2021 został zwolniony. 29 grudnia 2021 zawarł 10-dniową umowę z Washington Wizards. 9 stycznia 2022 opuścił klub.

## Osiągnięcia
Stan na 25 stycznia 2022, na podstawie, o ile nie zaznaczono inaczej.
NCAA
- Uczestnik rozgrywek:
  - Elite 8 turnieju NCAA (2009)
  - turnieju NCAA (2008–2011)
- Mistrz:
  - turnieju konferencji Big East (2008)
  - sezonu regularnego Big East (2011)
- Laureat nagród:
  - Największy postęp drużyny Panthers (2008)
  - Most Inspirational Player Award (2009)
  - Big East Sportsmanship Award (2011)
  - Most Valuable Player zespołu (2011)
  - Captain's Award (2011)
- Zaliczony do:
  - II składu Big East (2011)
  - składu honorable mention All-American (2011 przez Associated Press)
- Uczestnik meczu gwiazd NCAA - Reese's College All-Star Game (2011)

Drużynowe
- Mistrz:
  - NBDL (2012)
  - Niemiec (2015, 2016)
  - Turcji (2018)
- Wicemistrz Euroligi (2018)
- Zdobywca:
  - superpucharu:
    - Francji (2012 - Match des Champions)
    - Niemiec (2015 - Basketball Bundesliga (BBL) Champions Cup)
    - Turcji (2017 - Puchar Prezydenta Turcji)
- Finalista pucharu Niemiec (2015)

Indywidualne
- MVP:
  - sezonu ligi niemieckiej (2016)
  - finałów ligi:
    - tureckiej (2018)
    - niemieckiej (2015)

  - meczu gwiazd ligi niemieckiej (2015)
  - kolejki Euroligi (11 rundy TOP 16 - 2015/2016, 29 - 2016/2017, 19 i 20 - 2017/2018)
- Najlepszy ofensywny zawodnik niemieckiej ligi BBL (2016)
- Zaliczony do:
  - I składu ligi niemieckiej BBL (2015, 2016)
  - II składu Euroligi (2017)
- Uczestnik meczu gwiazd ligi:
  - niemieckiej (2015, 2016)
  - tureckiej (2017, 2018)
- Lider Eurocup w przechwytach (2015)